# Mario Llambías
Mario Rafael Carlos Llambías es un agrimensor y productor rural argentino, dirigente de la Confederación de Asociaciones Rurales de Buenos Aires y La Pampa (CARBAP), llegando a ser elegido presidente de Confederaciones Rurales Argentinas en 2005. Fue uno de los líderes del paro agropecuario de 2008, que con más de 120 días de duración es el cierre patronal general más extenso de la historia argentina. En el año 2009 estuvo a punto de ir segundo en la lista de Diputados Nacionales por el Acuerdo Cívico y Social, pero este lugar terminó siendo ocupado por Ricardo Alfonsín, ya que los cuatro dirigentes de la "Mesa de Enlace" habían decidido no participar en política, al menos por ese año. Para las elecciones legislativas del año 2011, sin embargo, Llambías encabezó la lista de candidatos a Diputados Nacionales por la provincia de Buenos Aires por la Coalición Cívica.
Posteriormente Mario Llambías, reconoció que el fin de las retenciones a las exportaciones de maíz podría haberse hecho "en forma escalonada" para no afectar de manera directa a los productores porcinos, aviares y de leche, quienes resultaron afectados por la importante suba que tuvo el precio del grano a nivel local, debido a que lo utilizan para alimentar a sus animales.

## Biografía
Llambías es un hacendado con tierras en los partidos de General Belgrano y General Villegas de la Provincia de Buenos Aires. participó en la Asociación de Fomento Rural de 
General Belgrano, de la cual fue elegido presidente, y en esa condición resultó delegado ante Confederación de Asociaciones Rurales de Buenos Aires y La Pampa (CARBAP), confederación a la que se encuentra asociada. A su vez, desde CARBAP, fue designado delegado ante la Confederaciones Rurales Argentinas (CRA) y el Consejo Empresario Bonaerense. En 2014 perdió un juicio ante Echegaray, en una causa por "Daños y perjuicios". En 2008 el fiscal federal Miguel Ángel Osorio dictaminó  se abra una investigación penal contra los dirigentes de las entidades agropecuarias por presunta asociación ilícita, entre ellos contra Llambías.
Desde 1973 se ha desempeñado continuamente en cargos gremiales empresariales:
- 1973-1999: Comisión Directiva de la Asociación de Fomento Rural de General Belgrano
- 1973-1999: Consejo Directivo de CARBAP
- 1980-1981, presidente de la Asociación de Fomento Rural de

General Belgrano (1980-1981; 1988-1992; 1998-2005), 
- 1980-1981: representante de CARBAP ante la Comisión Provincial de Emergencia Agropecuaria
- 1986-1988: secretario de la Mesa Ejecutiva y Administrativa de CARBAP
- 1992-1994: secretario de la Mesa Ejecutiva y Administrativa de CARBAP
- 1992-1999: representante de CARBAP en el Consejo Empresario Bonaerense
- 1994 2005: presidente de CARBAP
- 1994-2005: delegado de CARBAP ante CRA [cita requerida]
- 1996-1998: representante de CARBAP en la Comisión de Carnes de la ONCCA-SAGPyA
- 1997-1998: representa a CARBAP en la Comisión Consultiva del Comercio de

Granos de la SAGPyA 
- 1997-1998: coordinador del Consejo Empresario Bonaerense
- 1999-2001: vicepresidente de CRA
- 2003-2009: presidente de CRA
- 2011: Primer Candidato a Diputado Nacional por la Provincia de Buenos Aires por la Coalición Cívica